# 百草

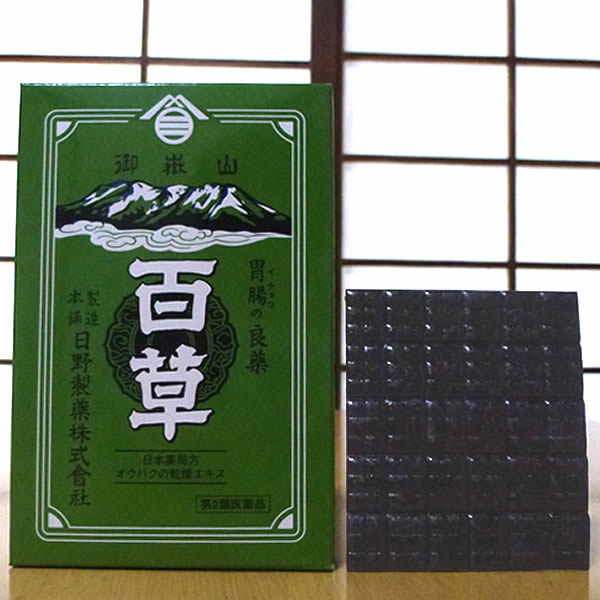
御嶽山百草（板状）：日野製薬

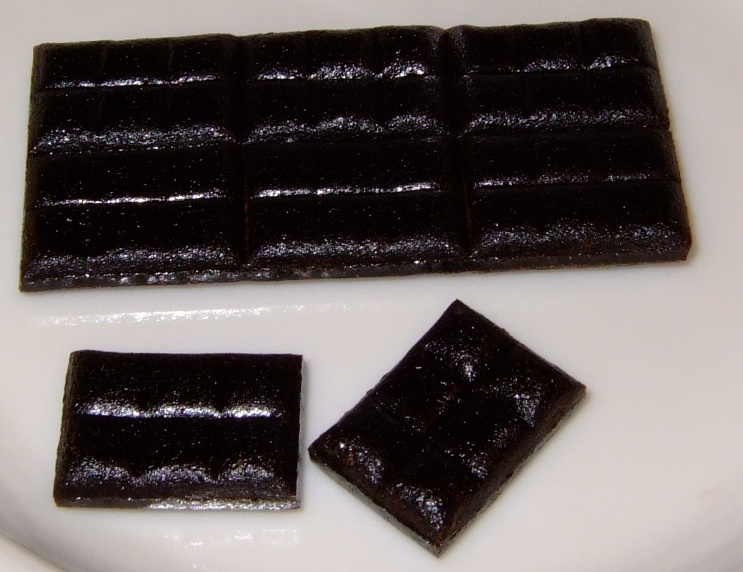
百草（板状）：御嶽百草（長野県製薬製造）

百草（ひゃくそう）は、ミカン科の落葉高木「キハダ」の内皮「黄檗」から抽出されるオウバクエキスを主成分とした胃腸薬である。第2類医薬品。

## 概要
主に長野県西部で製造されている黒色板状の胃腸薬・苦味健胃薬で、現在の日本の医薬品のリスク区分では第2類医薬品に分類される。200年以上前から製造されているという、キハダ樹皮から抽出されたオウバクエキスのみを配合した黒色板状の苦味健胃薬（胃腸薬）。
この百草をより飲みやすくするため、丸状にしたものが百草丸である。また百草（板状）はオウバクエキスのみで作られるが、百草丸には他の生薬も配合処方される。

## 性質
日野製薬の御嶽山百草、長野県製薬の御嶽百草では、以下の症状に効果があるとしている。
- 下痢
- 消化不良による下痢
- 食あたり
- はき下し
- 水あたり
- くだり腹
- 軟便

## 成分
長野県製薬の御嶽百草には、成人の1日の服用量中にオウバクの乾燥エキス 1.8 g（原生薬換算量 9 g）が含まれている。

## 歴史
百草の主成分はミカン科の落葉高木「キハダ」の内皮オウバク「黄檗」である。このオウバクを煮詰めて作るオウバクエキス薬は、木曽地方では「百草」と呼ばれ、島崎藤村の童話「ふるさと」にも記載がある。このように、胃腸薬として広く民間に普及していた。百草は、御嶽信仰の広がりと共に全国に伝承した。
御岳山のほうから帰る人達は、お百草といふ薬をよく土産に持ってきました。お百草は、あの高い山の中で採れるいろいろな草の根から製した練り薬で、それを竹の皮の上に延べてあるのです。苦い苦い薬でしたが、お腹の痛いときなどにそれを飲むとすぐになほりました。お薬はあんな高い山の土の中にもしまってあるのですね。—島崎藤村、童話「ふるさと」24節.お百草（1920年）より
オウバクエキス、オウバクを主成分とした胃腸薬は全国各地で古くから製造されており、百草もその一つ。現在では、これらの古くから作られている医薬品を、伝統薬とも分類している。
オウバクを主成分とする製品として、次のようなものがある。
- 長野県（御嶽山） - 御岳百草丸、御嶽山日野百草丸、御嶽百草、御嶽山百草
- 奈良県（大峰山、吉野山） - 陀羅尼助丸、フジイ陀羅尼助丸
- 愛媛県（石鎚山） - 石鎚山陀羅尼丸
- 鳥取県（大山） - 大山煉熊丸